# 블레즈 은쿠포
블레즈 이세치마 은쿠포(프랑스어: Blaise Isetsima Nkufo, 1975년 5월 25일 ~ )는 스위스의 은퇴한 축구 선수로, 포지션은 스트라이커였다.

## 국가대표팀 경력
자이르(현재의 콩고 민주 공화국) 킨샤사 태생인 은쿠포는 7세 시절에 가족들과 함께 스위스로 이주하면서 스위스 시민권을 취득했다.
2000년에는 스위스 대표팀의 A매치 데뷔전을 가졌다. 그러나 잦은 인종 차별과 야코프 쿤 감독과의 갈등으로 인해 7년 동안 국가대표팀에 선발되지 못했다가 오트마어 히츠펠트 감독의 부름을 받고, 2010년 FIFA 월드컵 유럽 지역 예선에서 5골을 넣으며 스위스의 2010년 FIFA 월드컵 본선 진출을 이끌었다.
그리하여 은쿠포는 35세의 나이에 처음으로 FIFA 월드컵에 출전했으며, 대회 직전에 부상을 당한 알렉산더 프라이를 대신해 주전 공격수로 출전했다. 그러나 프라이, 은쿠포를 비롯한 스위스의 공격진들은 기대와는 달리 부진한 모습을 보이면서 단 한 골도 기록하지 못했고, 대표팀은 조별 리그에서 탈락하고 말았다.